# Another Century's Episode Portable
『Another Century's Episode Portable』（アナザーセンチュリーズエピソード ポータブル） は、2011年1月13日に発売されたPlayStation Portable（PSP）用ゲームソフト。
『Another Century's Episode』シリーズの第5作で、シリーズ唯一のPSP用ソフトとなる。
通信協力プレイに対応しており、3人同時プレイが可能。

## 概要
今までのA.C.E.シリーズとは異なりシナリオ制ではなく、ミッション制を導入している。そのため、具体的なストーリーはない。
ゲームシステムは『ガンダムアサルトサヴァイブ』をベースにしつつ、A.C.E.シリーズのシステムを組み込んだ形になっている。
キャッチコピーは「時空を貫け、エースの閃光」。

## 登場ロボットと出典
- ★マークはシリーズ初登場作品。☆マークは本作で復活した作品。

★VS騎士ラムネ&40炎
- カイゼルファイヤー（3代目勇者ラムネス（馬場ラムネード）＆ダ・サイダー）

★交響詩篇エウレカセブン ポケットが虹でいっぱい
- ニルヴァーシュ type ZERO spec2（レントン・サーストン）
- ニルヴァーシュ type ZERO spec-V（レントン・サーストン）

コードギアス 反逆のルルーシュ R2
- ランスロット・アルビオン（枢木スザク）
- 蜃気楼（ルルーシュ・ランペルージ（ルルーシュ・ヴィ・ブリタニア）／ゼロ）

☆マクロスプラス
- YF-19 ファストパック装備（イサム・ダイソン）

マクロスF
- VF-25F メサイア（早乙女アルト）／スーパーパック装備
- VF-25S メサイア（オズマ・リー）／スーパーパック装備
- VF-25G メサイア（ミハエル・ブラン）／スーパーパック装備
- RVF-25 メサイア（ルカ・アンジェローニ）／スーパーパック装備

☆機動戦艦ナデシコ The Prince of Darkness
- ブラックサレナ（テンカワ・アキト）／エステバリス（アキト機）
- 夜天光（北辰）

☆蒼き流星SPTレイズナー
- レイズナー（アルバトロ・ナル・エイジ・アスカ）
- 強化型レイズナー（アルバトロ・ナル・エイジ・アスカ）
- ザカール（ル・カイン）

☆聖戦士ダンバイン
- ダンバイン（ショウ・ザマ）
- ビルバイン（ショウ・ザマ）
- ズワァース（黒騎士（バーン・バニングス））
- レプラカーン（ジェリル・クチビ）

☆重戦機エルガイム
- エルガイムMk-II（ダバ・マイロード）
- バッシュ（ギャブレット・ギャブレー）
- オージ（オルドナ・ポセイダル〈オリジナル〉／アマンダラ・カマンダラ）

☆ブレンパワード
- ネリー・ブレン（伊佐未勇）
- ジョナサン・バロンズゥ（ジョナサン・グレーン）
- クインシィ・バロンズゥ（クインシィ・イッサー）

☆リーンの翼
- アッカナナジン（エイサップ・鈴木）
- オウカオー（サコミズ・シンジロウ）

オーバーマン キングゲイナー
- キングゲイナー（ゲイナー・サンガ）
- ドミネーター（シンシア・レーン）

☆機甲戦記ドラグナー
- ドラグナー1型カスタム（ケーン・ワカバ）
- ファルゲン・マッフ（マイヨ・プラート）
- ギルガザムネ（グン・ジェム）
- スターク・ダイン（リー・スン・ミン）

機動戦士Ζガンダム
- Ζガンダム（カミーユ・ビダン）※νガンダムと乗り換え可能。

機動戦士ガンダム 逆襲のシャア
- νガンダム（アムロ・レイ）※Ζガンダムと乗り換え可能。
- サザビー（シャア・アズナブル）

☆新機動戦記ガンダムW Endless Waltz
- ウイングガンダムゼロ（ヒイロ・ユイ）

☆機動新世紀ガンダムX
- ガンダムダブルエックス（ガロード・ラン）

☆∀ガンダム
- ∀ガンダム（ロラン・セアック）
- ターンX（ギム・ギンガナム）

機動戦士ガンダムSEED DESTINY
- デスティニーガンダム（シン・アスカ）
- ストライクフリーダムガンダム（キラ・ヤマト）

★機動戦士ガンダム00
- ガンダムエクシア（刹那・F・セイエイ（1st））
- ガンダムエクシアリペアII（刹那・F・セイエイ（2nd））
- ダブルオーライザー（刹那・F・セイエイ（2nd））
- 0ガンダム（実戦配備型）（リボンズ・アルマーク）

Another Century's Episodeオリジナル
- 量産型ゲシュペンストMk-II改・N1（ビクター・バート）／N2／N3／N4／N5
- 量産型ゲシュペンストMk-II改・C1（ビクター・バート）／C2／C3／C4／C5
- 量産型ゲシュペンストMk-II改・G1（ビクター・バート）／G2／G3／G4／G5

## 登場キャラクター
聖戦士ダンバイン
- ショウ・ザマ（声：中原茂）
- チャム・ファウ（声：川村万梨阿）
- 黒騎士／バーン・バニングス（声：速水奨）
- ジェリル・クチビ（声：大塚智子）

リーンの翼
- エイサップ・鈴木（声：福山潤）
- サコミズ・シンジロウ（声：小山力也）

重戦機エルガイム
- ダバ・マイロード（声：平松広和）
- リリス・ファウ（声：川村万梨阿）
- ギャブレット・ギャブレー（声：速水奨）
- オルドナ・ポセイダル〈オリジナル〉／アマンダラ・カマンダラ（声：堀部隆一）

蒼き流星SPTレイズナー
- アルバトロ・ナル・エイジ・アスカ（声：井上和彦）
- レイ（声：原えり子）
- ル・カイン（声：加瀬康之）

機甲戦記ドラグナー
- ケーン・ワカバ（声：菊池正美）
- マイヨ・プラート（声：小杉十郎太）
- グン・ジェム（声：加藤治）
- リー・スー・ミン（声：島津冴子）

機動戦士Ζガンダム
- カミーユ・ビダン（声：飛田展男）
- ヤザン・ゲーブル（声：大塚芳忠）
- フォウ・ムラサメ（声：ゆかな）
- パプテマス・シロッコ（声：島田敏）

機動戦士ガンダム 逆襲のシャア
- アムロ・レイ（声：古谷徹）
- シャア・アズナブル（声：池田秀一）
- クェス・パラヤ（声：川村万梨阿）

機動新世紀ガンダムX
- ガロード・ラン（声：高木渉）

新機動戦記ガンダムW Endless Waltz
- ヒイロ・ユイ（声：緑川光）

∀ガンダム
- ロラン・セアック（声：朴璐美）
- ギム・ギンガナム（声：子安武人）

機動戦士ガンダム SEED DESTINY
- シン・アスカ（声：鈴村健一）
- キラ・ヤマト（声：保志総一朗）

機動戦士ガンダム00
- 刹那・F・セイエイ（声：宮野真守）※グラフィックは1stシーズンと2ndシーズンに分けられている。
- リボンズ・アルマーク（声：蒼月昇）

ブレンパワード
- 伊佐未勇（声：白鳥哲）
- クインシィ・イッサー（声：渡辺久美子）
- ジョナサン・グレーン（声：青羽剛）
- バロン・マクシミリアン（声：磯辺万沙子）

オーバーマン キングゲイナー
- ゲイナー・サンガ（声：野島裕史）
- シンシア・レーン（声：水城レナ）
- ヤッサバ・ジン（声：江川央生）

コードギアス 反逆のルルーシュR2
- ルルーシュ・ランページ（ルルーシュ・ヴィ・ブリタニア）／ゼロ（声：福山潤）
- 枢木スザク（声：櫻井孝宏）

マクロスプラス
- イサム・ダイソン（声：山崎たくみ）

マクロスF
- 早乙女アルト（声：中村悠一）
- オズマ・リー（声：小西克幸）
- ミハエル・ブラン（声：神谷浩史）
- ルカ・アンジェローニ（声：福山潤）

VS騎士ラムネ&40炎
- 3代目勇者ラムネス（馬場ラムネード）（声：草尾毅）
- ダ・サイダー（声：矢尾一樹）

劇場版 機動戦艦ナデシコ -The prince of darkness-
- テンカワ・アキト（声：うえだゆうじ）
- 北辰（声：山寺宏一）

交響詩篇エウレカセブン ポケットが虹でいっぱい
- レントン・サーストン（声：三瓶由布子）

## オリジナルキャラクター
オーサ
声 - 小松由佳
プレイヤー達の案内人として導く女性。
ビクター・バート
声 - 宮崎寛務
ユーリ・スタイン
声 - 白石涼子
ジェイ・サンダー
声 - 桐本琢也
ミラ・レイン
声 - 斉藤佑圭
エルーザ・ミズキ
声 - 牛田裕子
アニタ・ナヴァロ
声 - 庄司宇芽香
量産型ゲシュペンストMk-II改のパイロット達で、パイロットスーツは『スーパーロボット大戦OGシリーズ』に準拠している。

## 関連書籍
- Another Century's Episode Portable パーフェクトガイド ISBN 9784047270916